# Lillie Leatherwood
Lillie Leatherwood (Tuscaloosa (Alabama), Estados Unidos, 6 de julio de 1964) fue una atleta estadounidense, especializada en la prueba de 4x400 m en la que llegó a ser campeona olímpica en 1984.

## Carrera deportiva
En los JJ. OO. de Los Ángeles 1984 ganó la medalla de oro en los 4x400 metros, por delante de Canadá y Alemania Occidental.
En el Mundial de Roma 1987 ganó la medalla de bronce en los relevos 4x400 metros, con un tiempo de 3:21.04 segundos, tras Alemania del Este y la Unión Soviética, siendo sus compañeras de equipo: Denean Howard, Valerie Brisco y Diane Dixon.